# أتاري تي تي 030

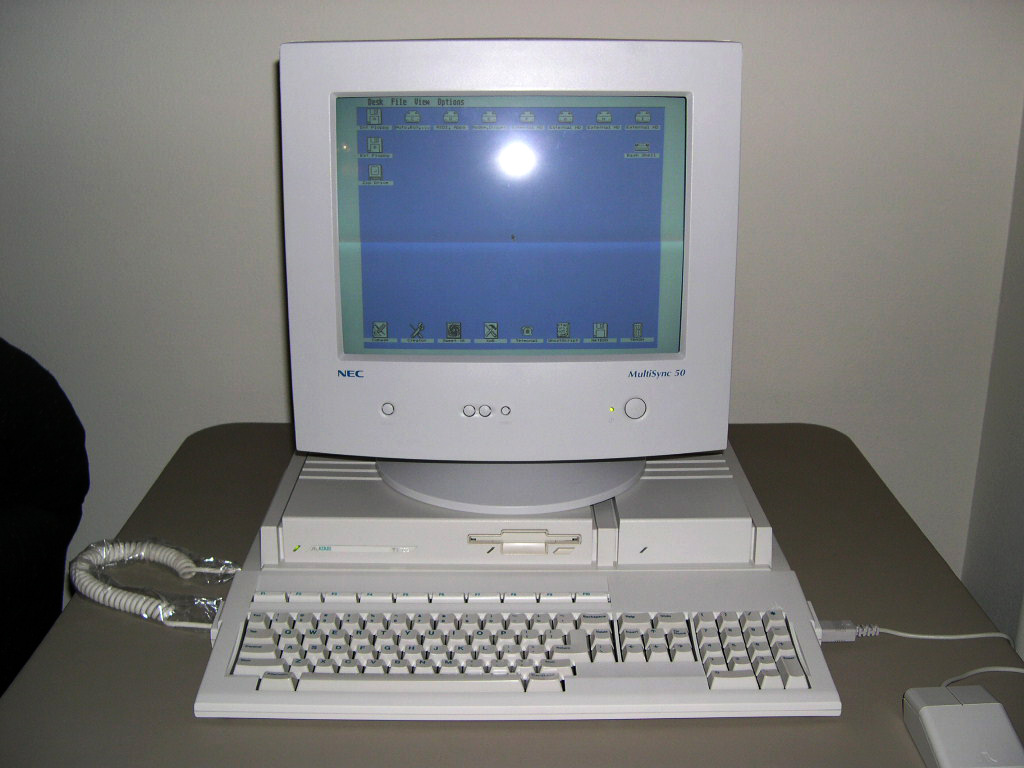
جهاز الحاسب أتاري تي تي 030

أتاري تي تي 030 (بالإنجليزية: Atari TT030)‏، هو جهاز كمبيوتر أنتجه شركة أتاري سنة 1990م، ويعمل بنظام التشغيل أتاري توس، والجهاز تي تي 030 صالح للأعمال التجارية. توقفت الشركة رسميا عن إصداره سنة 1993م.
Atari TT030 هو عضو في عائلة Atari ST، تم إصداره في عام 1990. كان من المفترض في الأصل أن يكون محطة عمل Unix متطورة، ولكن Atari استغرق عامين لتحرير منفذ Unix SVR4 لـ TT، مما منع TT من التواجد بجدية في السوق المقصود. في عام 1992، تم استبدال TT بـ Atari Falcon، وهي آلة منخفضة التكلفة موجهة للمستهلكين مع رسومات محسنة وقدرة صوتية كبيرة، ولكن مع وحدة معالجة مركزية أبطأ وشديدة العنق. يمتلك Falcon فقط جزءًا بسيطًا من أداء وحدة المعالجة المركزية الخام الخاصة بـ TT. على الرغم من أن سعرها جيد بالنسبة لآلة محطة العمل، إلا أن التكلفة العالية لـ TT أبقتها بعيدة عن متناول سوق Atari ST الحالي حتى بعد توقف TT وبيعها بسعر مخفض. ملأت حركة المصدر المفتوح الناشئة الفراغ في النهاية. بفضل وثائق الأجهزة المفتوحة، كانت Atari TT، جنبًا إلى جنب مع Amiga وAtari Falcon، أول أجهزة غير تابعة لشركة Intel تم نقل Linux إليها، على الرغم من أن هذا العمل لم يستقر إلا بعد أن تم إيقاف TT بالفعل بواسطة Atari. بحلول عام 1995، تم نقل NetBSD أيضًا إلى Atari TT.

## وصلات خارجية
- Guillaume Tello's WEB page What to do with a TT? Some hardware expansions detailed
- Download page Programs for Atari, mostly for the TT.
- ASV Archive page Atari System V unofficial webpage.